# 岡本将大
岡本 将大（おかもと まさひろ、1992年12月4日 - ）は、日本の男子プロバスケットボール選手である。ポジションはポイントガード。ワンリーズワカヤマ所属。

## 来歴
岐阜県出身。高山市立松倉中学校時代、2007年ジュニアオールスター岐阜県チームのメンバーとして出場。高校は美濃加茂高校に進み、2009年ウインターカップに出場。2010年はインターハイとウインターカップに出場。また千葉国体岐阜県少年男子チームのメンバーに選出され出場した。高校卒業後は大阪商業大学に進学。
2015-16シーズンはbjリーグの大分・愛媛ヒートデビルズと契約。ルーキーシーズンより48試合に出場した。Bリーグ初年度の2016-17シーズンからは大分・愛媛ヒートデビルズよりチーム名変更した愛媛オレンジバイキングスに引き続き所属。
2019年、山形ワイヴァンズに移籍
2020年、東海・北信越地域リーグ所属のランポーレ三重に移籍
2021年7月、B3リーグのさいたまブロンコスに移籍。
2022年8月、和歌山県社会人リーグのワンリーズワカヤマに移籍。

## 経歴
- 美濃加茂高 - 大分・愛媛ヒートデビルズ、愛媛オレンジバイキングス（2015-2019）-パスラボ山形ワイヴァンズ（2019-2020)-ランポーレ三重-さいたまブロンコス（2021-2022）